# Программный директор
Программный директор (для радиостанций - музыкальный продюсер) — профессия, ключевая должность в вещательном/эфирном СМИ, лицо, ответственное за организацию, координацию работы сотрудников программного отдела СМИ и соответствия эфира формату вещания (музыкальному, информационному). В обязанности программного директора обычно входят и обязанности Главного редактора СМИ. От качества работы программного директора во многом зависит рейтинг СМИ.

## Публикации
- Маргарита Набокова - Программный директор радиостанции - "ответственный за все"